# Powroźnik

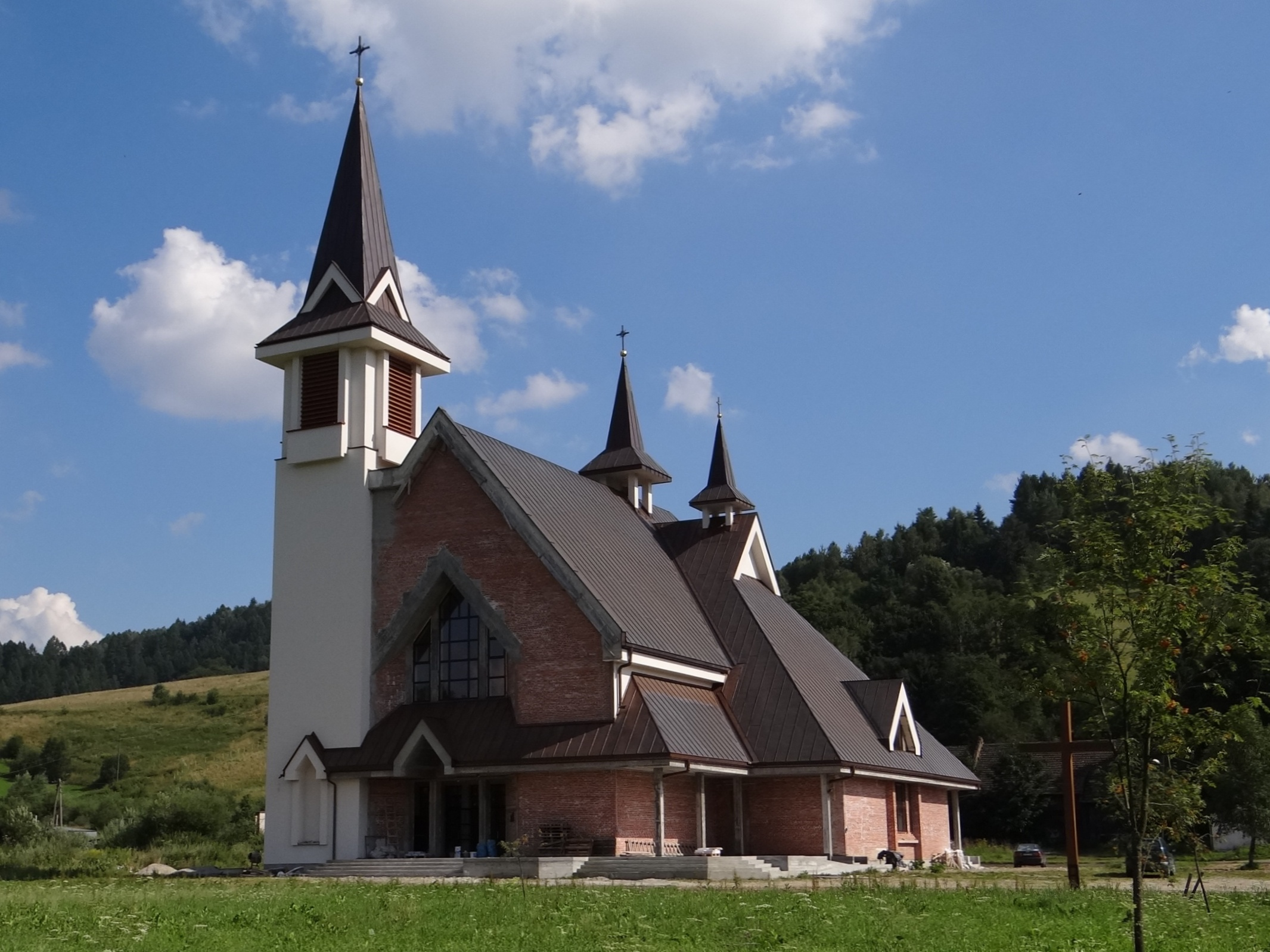
Nowy kościół parafialny pw. św. Judy Tadeusza

Powroźnik (j. łemkowski Поворозник) – wieś w Polsce położona w województwie małopolskim, w powiecie nowosądeckim, w gminie Muszyna.
Leży pomiędzy Krynicą-Zdrojem a Muszyną. W latach 1975–1998 miejscowość administracyjnie należała do województwa nowosądeckiego.

## Historia
Powroźnik powstał najprawdopodobniej w XIV w. Pierwsza wzmianka historyczna o tej miejscowości pochodzi z aktu darowizny wydanego przez króla Władysława Jagiełłę w 1391 r. Kolejna wzmianka pochodzi z 1565 r. i mówi o wsi ruskiej lokowanej na prawie wołoskim przez biskupa krakowskiego Filipa Padniewskiego. W 1637 r. erygowano w Powroźniku parafię unicką.
W okresie międzywojennym w miejscowości stacjonowała placówka Straży Granicznej I linii „Powroźnik”.
W 1940 r. około 100 Łemków wyemigrowało z Powroźnika na Ukrainę pod naciskiem Niemców. W ramach akcji „Wisła” w 1947 r. wysiedlono z Powroźnika kolejne 451 osób. Wyjątkiem były rodziny mieszane oraz osoby zasłużone takie jak np. łemkowscy kurierzy. Na teren Powroźnika napłynęły dwie grupy góralskie, tzw. biali górale z okolic Łącka i Kamienicy oraz czarni górale z okolic Piwnicznej i Rytra. W 1951 r. decyzją biskupa tarnowskiego zlikwidowano parafię greckokatolicką w Powroźniku i erygowano parafię rzymskokatolicką.
W miejscowości znajdują się stacja kolejowa, staw Czarna Młaka, kładka pieszo-rowerowa, sezonowa pijalnia wody Jakubianka, nowoczesna oczyszczalnia ścieków dla Krynicy-Zdroju, cerkiew wpisana na listę Światowego Dziedzictwa UNESCO oraz Sala Królestwa Świadków Jehowy.
Miejsce krzyżowania się szlaków turystycznych. Odwierty i rozlewnie wód mineralnych.

## Demografia
Ludność według spisów powszechnych w 2009 według PESEL.
| Rok    | 1900 | 1921 | 1931 | 2002 |
| Liczba | 140  | 160  | 195  | 285  |

| Zwierzęta | Konie | Bydło | Owce | Świnie |
| Liczba    | 42    | 500   | 235  | 91     |

## Zabytki
Obiekt wpisany do rejestru zabytków nieruchomych województwa małopolskiego.
- Cerkiew, obecnie kościół parafialny pw. św. Jakuba.

Drewniana cerkiew z 1604 r. pod wezwaniem św. Jakuba Młodszego Ap. (obecnie kościół rzymskokatolicki w parafii św. Jakuba Mł. Apostoła w dekanacie Krynica-Zdrój). Przypuszcza się, że zakrystia jest jeszcze starsza i służyła jako pierwsza cerkiew już w XVI w. Wskazują na to bogate malowidła na ścianach i na sklepieniu pomieszczenia. Główna wieża kościoła jest późniejsza i pochodzi z 1780 r. Oryginalnie cerkiew zbudowana była na innym miejscu. Została przeniesiona w 1813 r. ze względu na zagrożenie powodziowe.
Ikonostas znajdujący się dziś w cerkwi w Powroźniku pochodzi z pierwszej połowy XVIII wieku. Najstarsze ikony w cerkwi pochodzą z początku XVI wieku (ikona Aarona). Ponieważ cerkiew służy dziś wiernym obrządku rzymskokatolickiego, ikonostas jest nienaturalnie przesunięty na tylną ścianę prezbiterium.
Cerkiew, włącznie z cenną zakrystią, jest dostępna dla zwiedzających bezpośrednio po niedzielnych nabożeństwach.

## Szlaki turystyczne
Żegiestów-Zdrój – Pusta Wielka (1061 m) – Runek (1082 m) – Przełęcz Krzyżowa – Krynica-Zdrój – Góra Parkowa (741 m) – Powroźnik – Leluchów